# Глацијација
Глацијација или глацијални период означава посебан период одређене ере, као и процес високоглацијалне активности, често називане и ледено доба. То је геолошки Феноменон током којега се формирао масовни ледени покров на Арктику и Антарктику, и кренуо према екватору.
Изрази интерглацијал, интерглацијалија или Интерглацијални период, у коме смо ми данас, користе се за означавање одсуства масовне глацијације на глобалном нивоу - Не-ледено доба. Интерглацијалне епохе су, по правилу, краће од глацијалних.
Глацијални поремећаји су у прошлости често иницирали пресељења становништва са континента на континент.
Током Земљине геолошке историје била су 4 велика и неколико мањих захлађења. Најстарија је Хјуронска глацијација од пре 2,2-2,3 милијарде година.
Данас присутна глацијација на Земљи може се поделити на регионалну и планинску. Регионална глацијација захвата простране области великих географских ширина у којима је снежна граница у нивоу мора или у његовој непосредној близини (Антарктик, Гренланд). Морфолошки тип ледника регионалне глацијације назива се инландајс. Планинску глацијацију карактеришу бројни долински ледници који се запажају на свим планинама чији се врхови „пењу” изнад висине снежне границе. На Алпима их има преко 1 200, на Кавказу око 1 400, на Памиру 1 085, на Аљасци 1 000 итд.
| назив    | планина     | дужина (кm) |
| -------- | ----------- | ----------- |
| Набесна  | Аљаска      | 90          |
| Илинчек  | Тјан Шан    | 80          |
| Федченко | Памир       | 77          |
| Сиачен   | Каракорум   | 75          |
| Ганготри | Хималаји    | 30          |
| Тасман   | Нови Зеланд | 29          |
| Алеч     | Алпи        | 27          |
| Дах су   | Кавказ      | 15          |

## Разлози глацијације
- Пад температуре око 4-5 °C на већем делу земље.
- Веће количине снега у близини Арктика.
- Промене у Земљином аксијалном нагибу.

## Плеистоцена глацијација
Плеистоцена глацијација је најмлађа глацијација у геолошкој историји планете Земље. Она је једно од 4 велика захлађења током Земљине геолошке историје. Наступила је у периоду од пре 1,8-2 милиона година. Према подацима Флинта захватала је простор површине 45,24 милиона km² односно 32% површине копна. Према Маркову, за време максималног развитка ове глацијације, ледени покривач достизао је чак 100 милиона km², односно 20% целокупне површине планете.
Глацијација је имала карактер регионалне глацијације са појавом типских инландајса. Постојала су три главна инландајса: у Евроазији, у Северној Америци и на Антарктику.
Евроазијски инландајс захватао је површину од 9,5 милиона km². На југу се спуштао до 48°30’ северне географске ширине. Његов обод досезао је до данашњег Лондона на острву односно Берлина у континенталној Европи. Средња дебљина леда прелазила је 2000 m.
Северноамерички (лаурентијски) инландајс имао је површину од 13,7 милиона km². Спуштао се још јужније у односу на Евроазијски допирући до 37° северне географске ширине. Главни глацијални центри били су Лабрадор и Стеновите планине.
Антарктички инландајс захватао је површину већу од 4 милиона km².
За време ове глацијације све високе планине средоземне и пацифичке зоне веначних планина биле су такође под пространим и дебелим леденим покривачем. Снежна граница на овим планинама била је веома ниско. Снежна граница на Памиру, за време ове глацијације, била је на висини од 600 до 800 m. Данашња снежна граница на овој планини креће се од 3800 до 5200 m, у зависности од стране света. Глацијација Алпа захватала је више од 4 пута већу површину од данашње.